# Postbarkasse

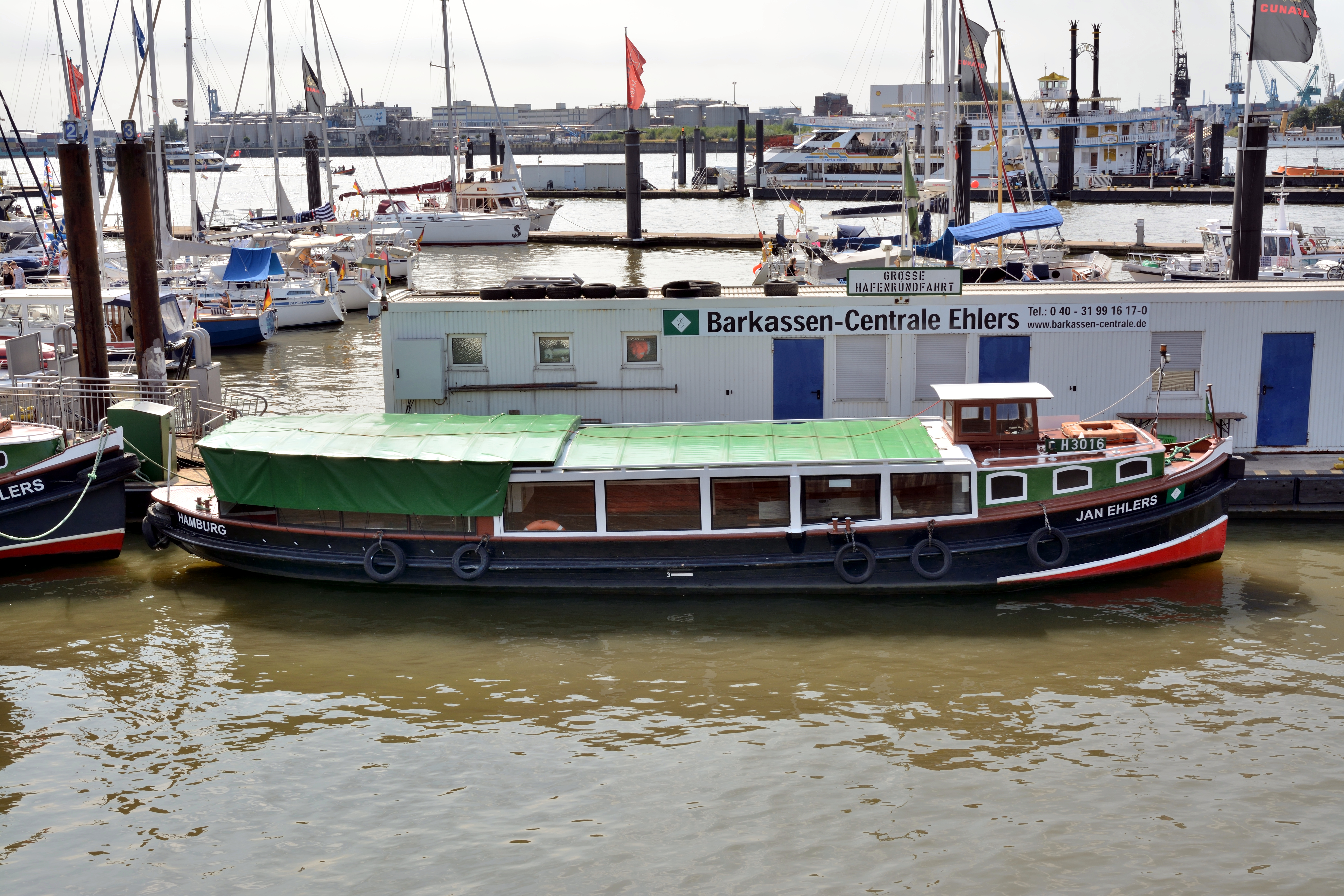
Jan Ehlers

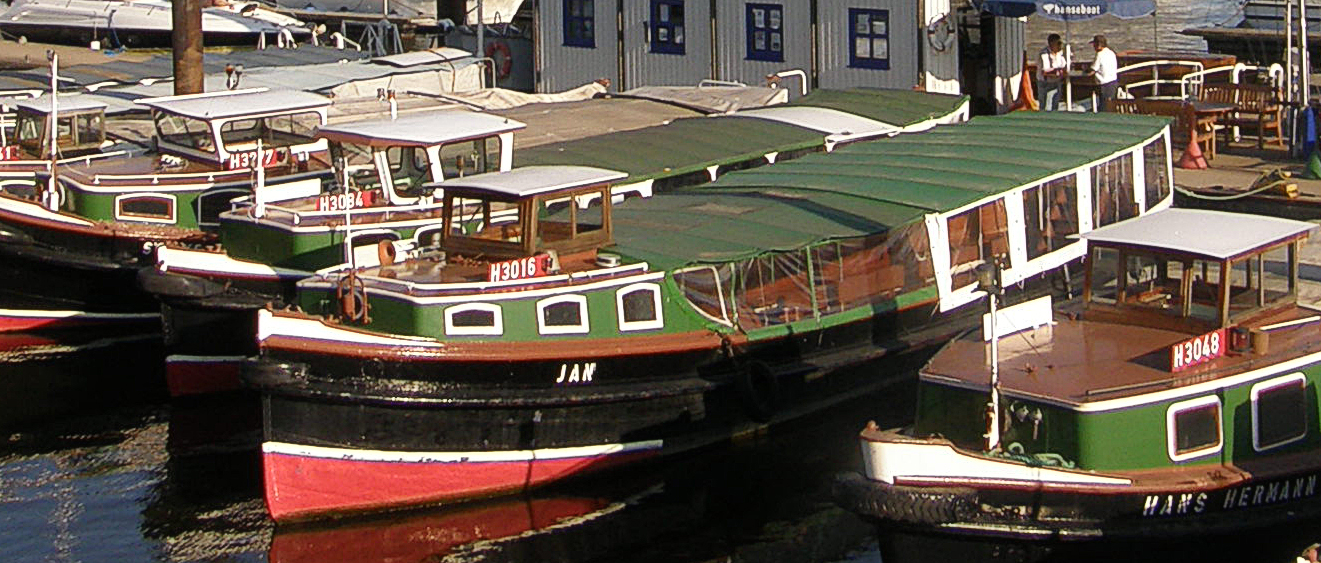
Die Barkasse Jan (1928) im Hafen 2008

Postbarkassen waren Beförderungsmittel der Deutschen Reichspost im Hamburger Hafen von 1912 bis zum Beginn des Ersten Weltkriegs und danach von 1930 bis zum 30. März 1945.
Nach der damals gültigen Postordnung mussten Schiffe, die von Land aus erreichbar waren, mit Post versorgt werden. Da dies nicht für Schiffe galt, die „im Strom“, also an Duckdalben festlagen, charterte die Deutsche Reichspost ab 1930 Barkassen zur Beförderung der Postsendungen. Die Rundfahrt durch die Hamburger Hafenbecken wurde täglich durchgeführt und hatte eine Länge von 25 km.
Die Briefübergabe von Bord der Barkasse aus wurde durch eine sieben Meter lange Reichstange aus Bambus durchgeführt; für die Beförderung von Paketen oder Einschreiben musste das Schiff aber über Fallreeps oder Jakobsleitern betreten werden. Ein Diorama einer solchen Aktion war im Museum für Kommunikation Hamburg zu sehen.
Eine der noch heute erhaltenen Postbarkassen ist die 1928 auf der Schüler Werft in Uetersen erbaute Jan, ehemaliger Name bis 1964 Adolf 4. Bis September 2009 wurde die Jan von der Barkassen-Centrale Ehlers in Kooperation mit dem Museum für Kommunikation für posthistorische Rundfahrten im Hamburger Hafen eingesetzt. Nach der Schließung des Museums im Herbst 2009 wurden diese Rundfahrten eingestellt. Aktuell (2016) trägt die Barkasse den Namen Jan Ehlers.